# کمبریج (روستا)، ورمانت
کمبریج (به انگلیسی: Cambridge) یک منطقهٔ مسکونی در ایالات متحده آمریکا است که در کمبریج (ورمانت) واقع شده‌است. کمبریج ۳٫۲۷ کیلومتر مربع مساحت و ۲۱۰ نفر جمعیت دارد و ۱۴۱ متر بالاتر از سطح دریا واقع شده‌است.